# Hvítanes
Hvítanes est un village des îles Féroé. Il est situé sur l'île de Streymoy, au nord-est de Tórshavn. Hvítanes signifie « point blanc » en féroïen.
Hvítanes a été fondé en 1837.
Le gouvernement des îles Féroé est en train de faire construire le tunnel sous-marin de l'Eysturoy reliant Hvítanes à Skalafjordur, sur l'île voisine d'Eysturoy.

## Transport
Le village est desservi par le réseau de bus (Bussleiðin) par la ligne 100.